# Dębinki (powiat legionowski)
Dębinki – wieś sołectwo w Polsce położona w województwie mazowieckim, w powiecie legionowskim, w gminie Serock.
W latach 1975–1998 miejscowość należała administracyjnie do województwa warszawskiego.